# They-sous-Montfort
They-sous-Montfort è un comune francese di 153 abitanti situato nel dipartimento dei Vosgi nella regione del Grand Est.

## Società

### Evoluzione demografica
Montfort
Abitanti censiti